# Jacob et Samuel Hawken
Pour les articles homonymes, voir Hawken.
Jacob et Samuel Hawken étaient des armuriers et commerçants américains qui ont opéré dans leur atelier de Saint-Louis, dans le Missouri, de 1825 à 1855. Ils sont célèbres pour avoir conçu le « plains rifle (fusil des plaines) » qui porte leur nom le fusil Hawken.

## Histoire

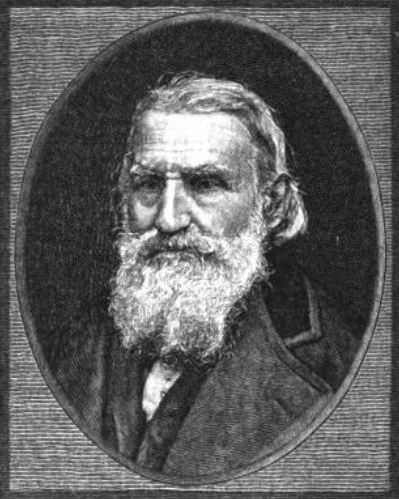
Samuel Hawken (1792–1884)

Nés à Hagerstown, dans le Maryland, Jacob (né en 1786) et Samuel (né le 26 octobre 1792) furent élevés par leur père, Christian Hawken, pour devenir armuriers. Bien que la tradition locale situe la création de leur boutique en 1807, les preuves suggèrent que Jacob a travaillé pour la Harpers Ferry Armory de 1808 jusqu'en 1818 au moins, date à laquelle il s'est installé dans le Missouri et a acheté 160 acres (0,65 km2) de terrain à New Madrid. Ses frères, John, Joseph et George Hawken, étaient également répertoriés comme employés par Harper's Ferry jusqu'aux premiers mois de 1818. Jacob a également conclu un partenariat avec un armurier de Saint Louis nommé James Lakenan, qui a duré jusqu'à la mort de ce dernier le 25 août 1825.
Samuel Hawken a servi dans la milice du Maryland pendant la guerre de 1812. Après la guerre, il s'est installé dans l'Ohio et a créé sa propre entreprise à Xenia dans l'Ohio. Après la mort de sa femme et de son père, il s'est installé à Saint-Louis, où il a créé une nouvelle entreprise, distincte de celle de Lakenan et de son frère aîné. James s'est consacré à la fourniture d'armes à feu à l'American Fur Company.  Les Hawken sont cependant devenus partenaires après la mort de Lakenan en 1825.
Leur entreprise, bien qu'elle excellait dans la fabrication d'armes à feu, était également un conservatoire de l'artisanat à l'ancienne ; jusqu'en 1848, ils réparaient et réapprovisionnaient des outils ainsi que des armes à feu et produisaient des haches en laiton, des tomahawks, des tire-bourres de fusil et même des poignées de type panier pour les épées. En plus de Lakenan, les frères Hawken se sont également consacrés à l'acquisition et au développement de terres.
Jacob Hawken est décédé en 1849 (son lieu d'inhumation est inconnu) et Samuel a continué seul l'entreprise. En 1855, il a pris sa retraite et a transmis la boutique à son fils William et à son associé, Tristram Campbell.
Samuel Hawken est décédé le 8 mai 1884, à l'âge de 92 ans, à Saint-Louis. Il a été enterré au cimetière de Bellefontaine à Saint-Louis.